# Rocroi
Rocroi je naselje in občina v severnem francoskem departmaju Ardeni regije Šampanja-Ardeni. Leta 1999 je naselje imelo 2.420 prebivalcev.

## Geografija
Kraj se nahaja na severu pokrajine Šampanje 28 km severozahodno od središča departmaja Charleville-Mézières v bližini meje z Belgijo. Sestavljajo ga četrti Centre ancien, Campagne, Bouverie, Sartnizon, Bois Bryas in Orzy.

## Uprava
Rocroi je sedež istoimenskega kantona, v katerega so poleg njegove vključene še občine Blombay, Bourg-Fidèle, Le Châtelet-sur-Sormonne, Chilly, Étalle, Gué-d'Hossus, Laval-Morency, Maubert-Fontaine, Regniowez, Rimogne, Sévigny-la-Forêt, Taillette in Tremblois-lès-Rocroi s 7.792 prebivalci.
Kanton je sestavni del okrožja Charleville-Mézières.

## Zgodovina
Naselje je bilo utrjeno že za časa francoskih kraljev Franca I. in Henrika II. v 15. in 16. stoletju. Utrdbo je dokončal v obliki stilizirane zvezde francoski vojaški inženir Vauban v 17. stoletju. 
19. maja 1643 je med tridesetletno vojno prišlo pri Rocroiju do bitke, v kateri je francoski vojvod d'Enghien porazil špansko-avstrijsko vojsko pod poveljstvom generala Francisca de Mela. Deset let kasneje je vojvod, sedaj že condéjski princ, potem ko je v času državljanske vojne pobegnil kardinalu Mazarinu in se pridružil španski vojski, slednjo vodil pri napadu na mesto in ga tudi zavzel. Leta 1659 je bil s podpisom Pirenejskega miru, s katerim se je končala vojna med Francijo in Španijo v sklopu tridesetletne vojne, vrnjen Franciji.